# Mansarde

Le brisis est la partie inférieure de la toiture, surmontée par le terrasson.

Une mansarde, ou comble à la Mansart, est un comble brisé dont chaque versant a deux pentes, le brisis et le terrasson, articulés par la ligne de bris.

## Historique

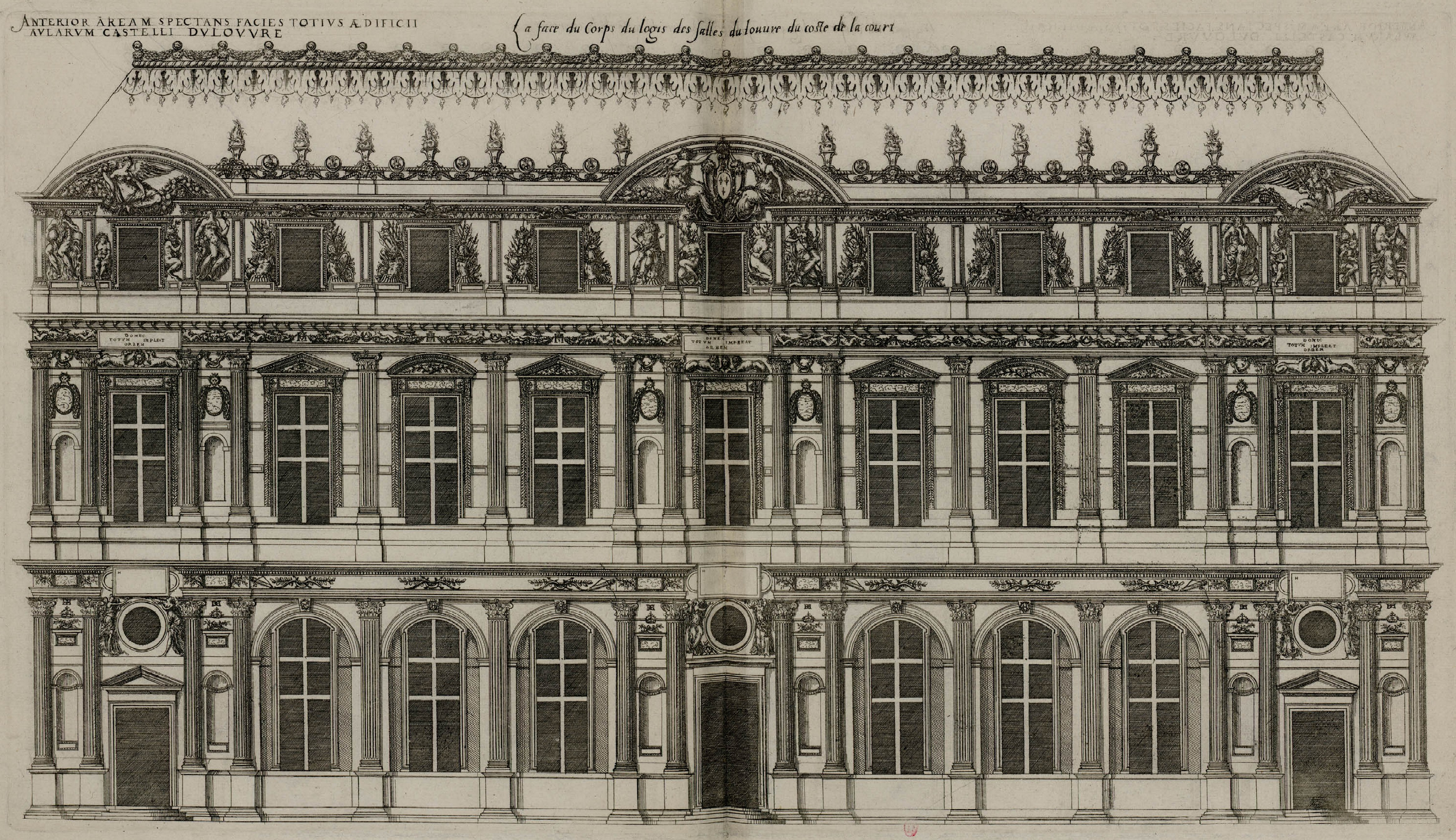
Aile Lescot au Louvre, représenté par Androuet du Cerceau (1579).

L'invention est faussement attribuée à François Mansart (« toit à la Mansart ») dans les années 1630-1640. En effet, l'aile du palais du Louvre construite par Pierre Lescot en 1546 (soit un demi-siècle avant la naissance de François Mansart) avait déjà un comble brisé. 
Si Lescot utilise pour le brisis la forte pente des toits médiévaux, il remplace la partie haute par un terrasson, invisible du sol, l'étage en attique faisant disparaître le reste du toit.
Ce comble brisé à deux pentes n'est vulgarisé qu'au XVIIe siècle, sous l'appellation de « toit à la Mansart » du fait de sa large diffusion dans les réalisations de Jules Hardouin-Mansart, premier architecte de Louis XIV et petit-neveu de François Mansart. Celui-ci avait exploité plus modestement la formule qui est associée au doublement en hauteur des hôtels particuliers, privilégiant le comble à la française recoupé par le haut, voire le comble à trois pentes.

## Description

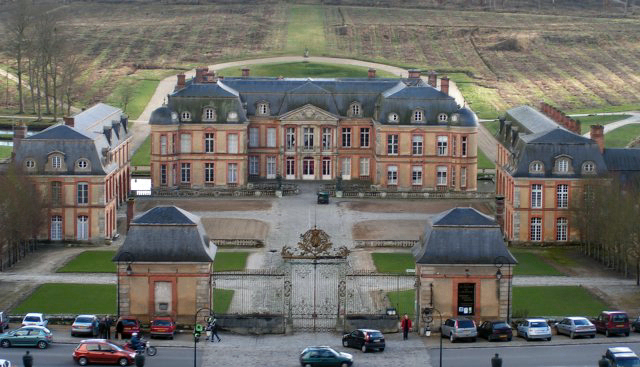
Le château de Dampierre, de Jules Hardouin-Mansart, dernier quart du XVIIe siècle.

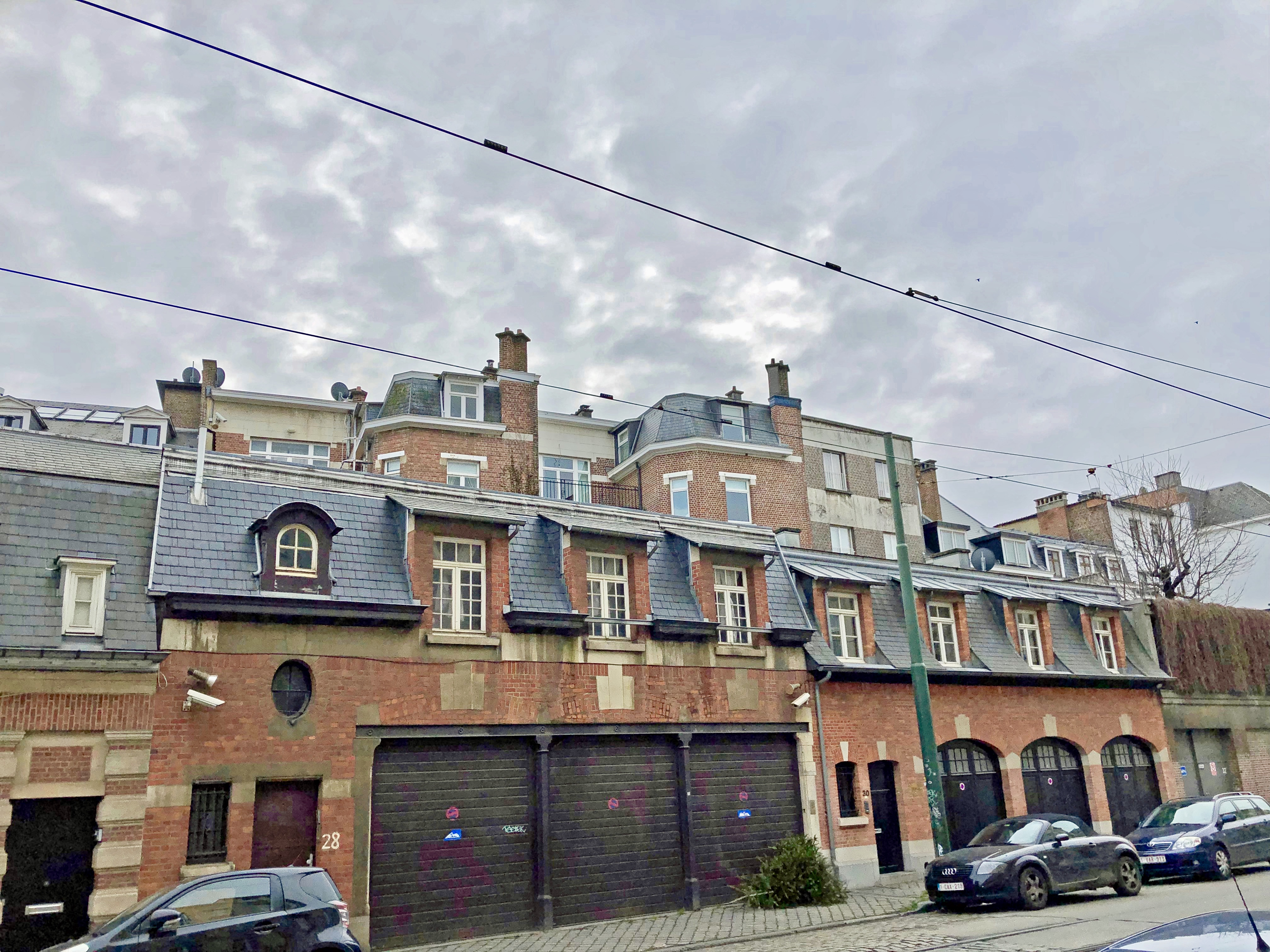
Les chambres de bonnes mansardées du square du Bois à Bruxelles.

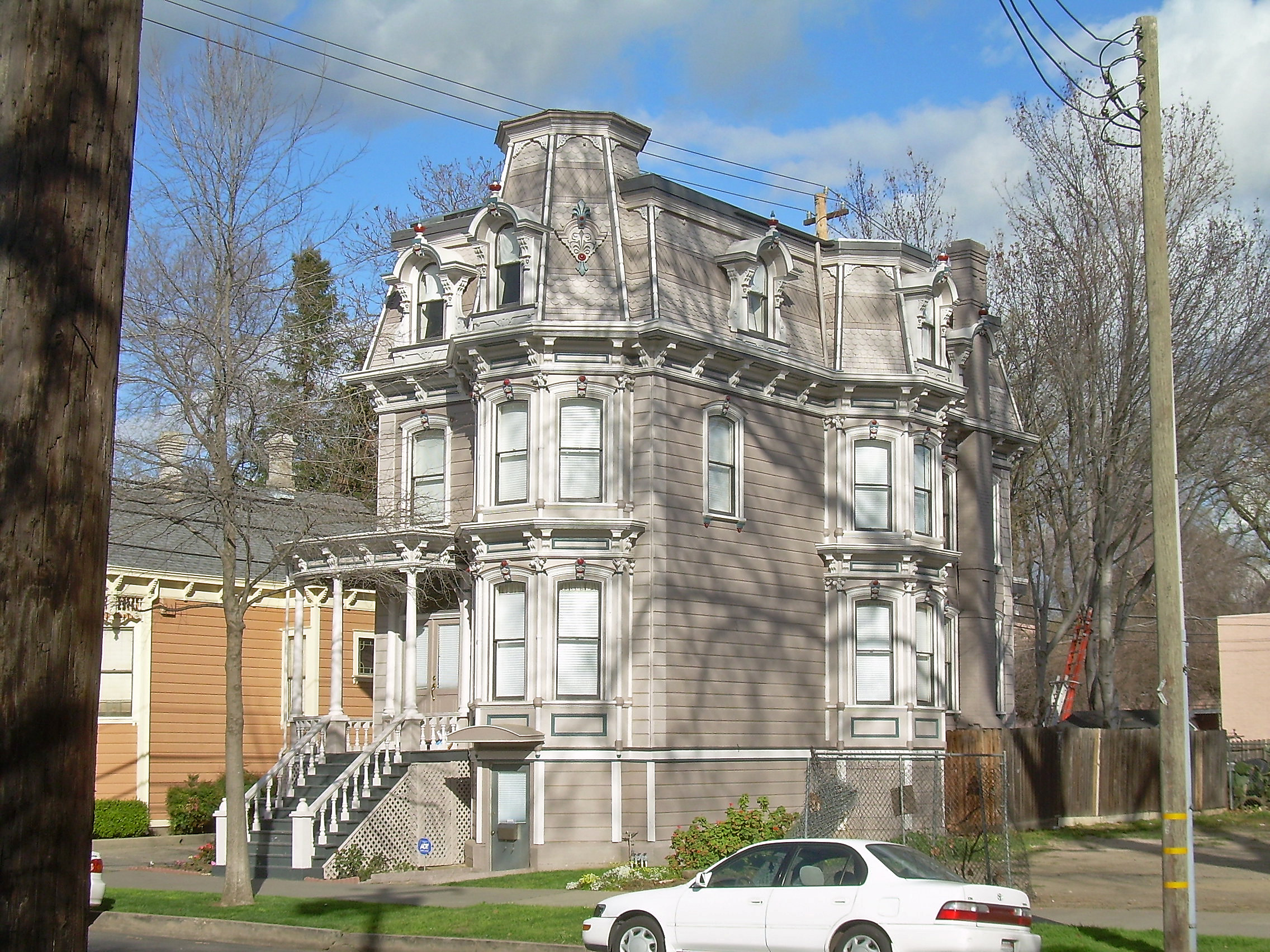
Mesick House, habitation de style victorien à Sacramento (Californie), avec des mansardes.

Le comble brisé est un compromis entre le comble à la française (haut comble en pavillon parfois percé de lucarnes, comme sur la place des Vosges à Paris) et le comble à l'italienne (couverture basse sur terrasse horizontale et qui ne se voit jamais depuis le sol, étant dissimulé derrière une balustrade ou un parapet comme au Grand Trianon ou au château de Versailles).
La pente du brisis est celle des arbalétriers de brisis portant l'entrait des fermes de charpente (de 75 à 80 degrés), la pente du terrasson est celle de la partie supérieure. Les arbalétriers du brisis et l’entrait délimitent le comble habitable tandis que la le haut de l’entrait et les arbalètes du terrasson délimite le comble perdu (le comble non habitable).
Dans les toits brisés parisiens du XIXe siècle, au terrasson couvert en zinc, la pente de ce dernier est de 10 à 15 degrés.
Les deux pentes du toit peuvent être couvertes avec le même matériau ou non, selon les moyens du maître d'ouvrage.
Les appartements situés dans le comble brisé sont appelés « appartements mansardés » ou « mansardes ». Dans les immeubles de rapport, ce sont des chambres de bonne.
On appelle également parfois « mansarde » la lucarne pratiquée dans un comble brisé.